# Edward Drory

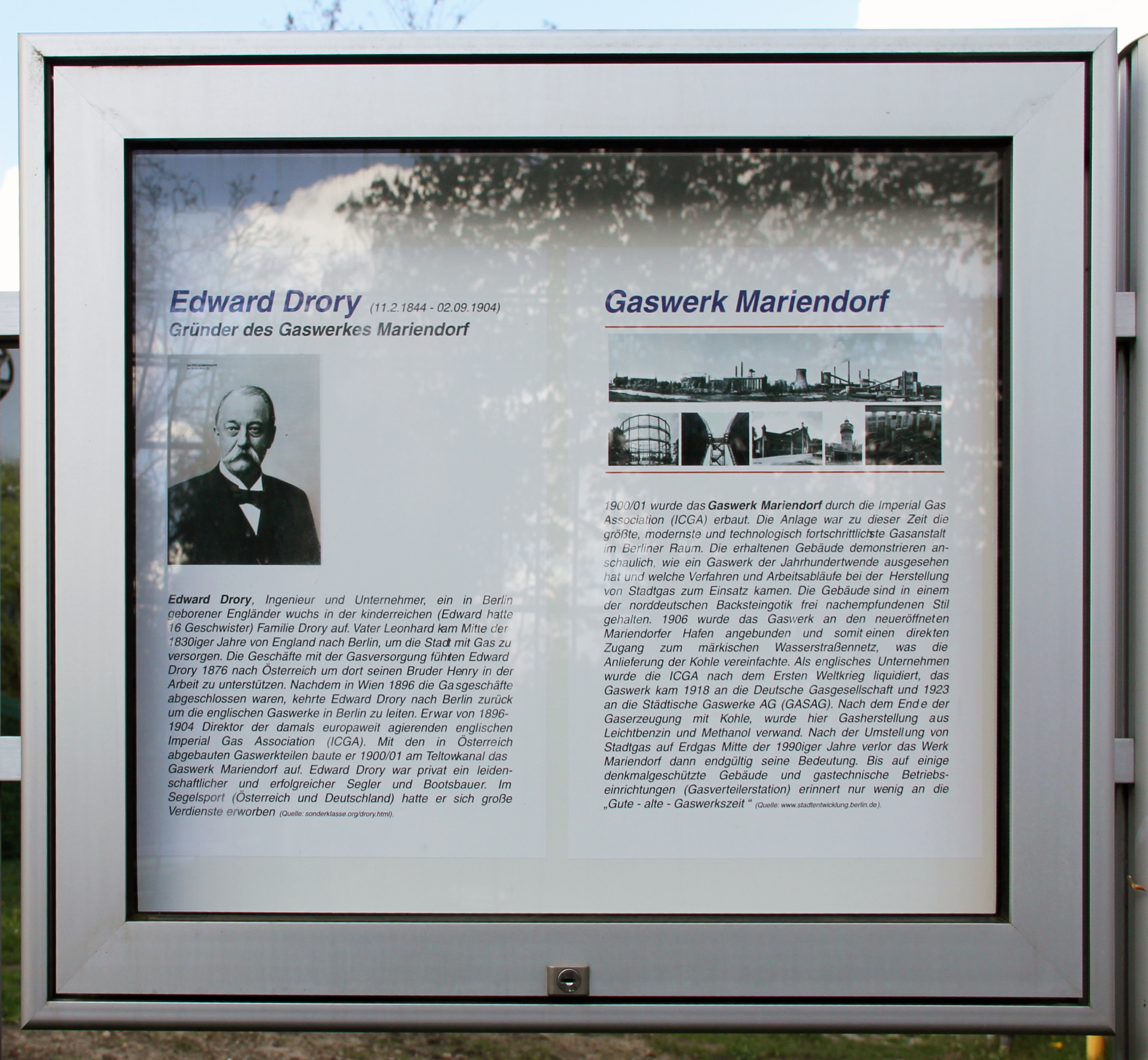
Gedenktafel, Altes Gaswerk Mariendorf, in Berlin-Mariendorf

Edward Drory (* 11. Februar 1844 in Berlin; † 2. September 1904 ebenda) war ein deutscher Industrie-Manager britischer Abstammung.

## Leben
Edward Drory war ein Sohn des aus Großbritannien stammenden Gaswerk-Direktors Leonard Drory (1800–1866), der in Deutschland, vor allem in Berlin, für die Londoner Imperial Continental Gas Association Gaswerke aufbaute und leitete. Für dieses Unternehmen arbeitete auch Leonard Drory in Berlin. 1876 ging er nach Wien, um dort seinen Bruder Henry James Drory bei der Leitung des Gaswerks zu unterstützen. In Nachfolge seines Vaters und seines Bruders Leonard George Drory (1823–1896) übernahm Edward Drory 1896 die Position des Direktors der Gasanstalt an der Gitschiner Straße in der Berliner Luisenstadt. Er ließ die Gaswerke Oberspree, Grünau sowie Mariendorf (1900–1901) erbauen und half bei der Errichtung der Gasanstalt in Rixdorf. Er leitete die Gaswerke bis zu seinem Tod 1904, sein Nachfolger wurde Ernst Körting junior (1862–1945).
Drory war begeisterter Imker und trug eine umfangreiche Spezialbibliothek zum Thema Bienenkunde zusammen, die nach seinem Tod von seiner Witwe 1905 dem Zoologischen Museum in Berlin geschenkt wurde.
Edward Drory war ebenso ein begeisterter Segler und war zunächst Mitglied in der Tavernengesellschaft. Er gehörte 1867 zu den Mitbegründern des Berliner Segler-Clubs. Während seiner Zeit in Österreich war er Mitbegründer mehrerer Yachtclubs, so am 21. April 1886 in Wien des Union-Yacht-Club und in der Folge der Clubs am Attersee und am Traunsee, beide in Oberösterreich, und des Clubs am Wörthersee in Kärnten. Nach vielen Segeltörns, auch auf der Alten Donau bei Wien und auf dem Neusiedler See im damaligen Westungarn, trat Drory 1887 eine Segelreise um die Welt an.

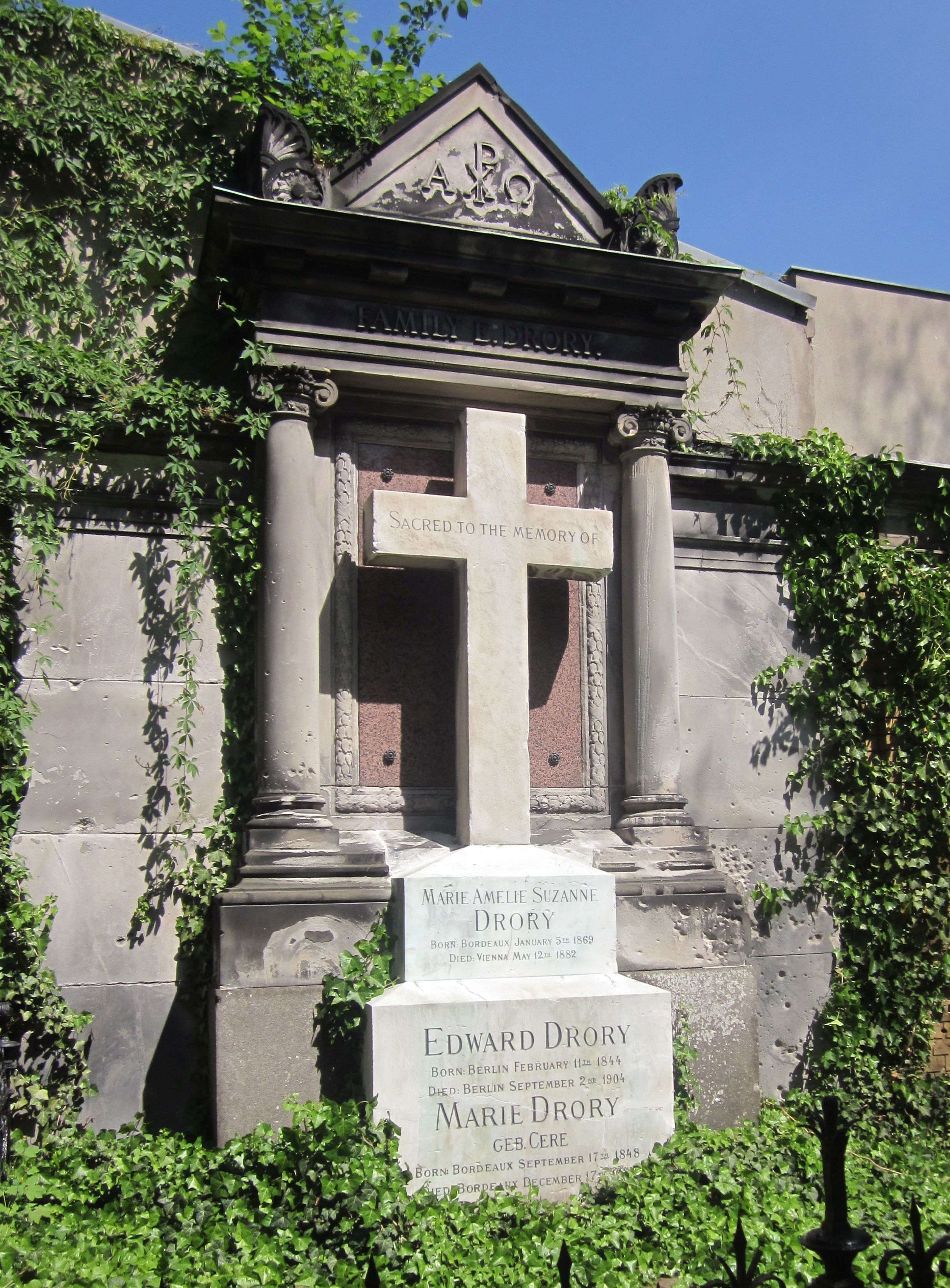
Grab von Edward Drory in Berlin

Edward Drory starb 1904 im Alter von 60 Jahren in Berlin. Beigesetzt wurde er auf dem dortigen Friedhof II der Gemeinden der Jerusalems- und Neuen Kirche vor dem Halleschen Tor. Er ruht neben seiner Gattin Marie Drory geb. Cere (1848–1934), die aus Bordeaux stammte, und der früh verstorbenen Tochter Marie Amelie Suzanne Drory (1869–1882). Weitere Verwandte sind auf demselben und auf dem benachbarten Friedhof III der Gemeinden beigesetzt.
Das Wandgrab der Familie Edward Drory besitzt eine vorgestellte Säulen-Ädikula im Stil der Neurenaissance. Davor erhebt sich ein mächtiges, zweifach gesockeltes Marmorkreuz mit Widmungsinschrift in englischer Sprache.
Nach Edward Drory ist seit 1906 die Drorystraße in Berlin-Neukölln benannt.